# كوري براون (لاعب كرة قدم)
كوري براون (بالإنجليزية: Cory Brown)‏ (3 أبريل 1996 بنيلسون في نيوزيلندا - ) هو لاعب كرة قدم نيوزلندي في مركز الدفاع. لعب مع Flint City Bucks ‏.

## وصلات خارجية
- كوري براون (لاعب كرة قدم) على موقع الدوري الأمريكي (الإنجليزية)
- كوري براون (لاعب كرة قدم) على موقع قاعدة بيانات كرة القدم.إي يو (الإنجليزية)